# La bisbetica domata (film 1908)
La bisbetica domata è un cortometraggio muto del 1908 diretto da Azeglio Pineschi e Lamberto Pineschi. Nello stesso anno, uscì negli USA un'altra versione della commedia di Shakespeare,  The Taming of the Shrew, film diretto da David W. Griffith.

## Produzione
Venne girato a Padova dalla casa di produzione Società Italiana Pineschi.

## Distribuzione
Nei titoli appare solo il nome della casa di produzione.